# Arisugawa Taruhito

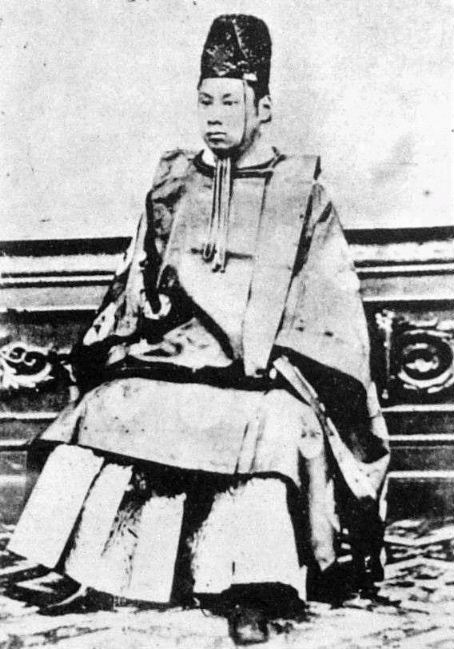
Prince Taruhito Arisugawa

Le prince Arisugawa Taruhito (有栖川宮熾仁親王, Arisugawa-no-miya Taruhito-Shinnō, 13 mars 1835 – 15 janvier 1895) est devenu le 9e chef de la famille Arisugawa-no-miya (有栖川宮家), lignée des branches cadettes shinnōke de la famille impériale du Japon le 9 septembre 1871. Il était officier de carrière dans l'armée impériale japonaise.

## Enfance
Le prince Arisugawa Taruhito est né à Kyoto en 1835, fils du prince Arisugawa Takahito et de Yūko (morte en 1841), fille aînée de  Saeki Yūjō. Il fut adopté par l'empereur Ninkō en tant qu'héritier potentiel, faisant ainsi de lui le frère adoptif de Shinnō Osahito (futur empereur Kōmei). Le Prince Arisugawa était un proche conseiller de l'empereur Kōmei et de son neveu adoptif, l'empereur Meiji.
Le prince Arisugawa a épousé la princesse Kazu-no-Miya Chikako, la huitième fille de l'empereur Ninkō le 8 août 1861. Cependant, le mariage fut annulé par le bakufu Tokugawa, de sorte que la princesse puisse épouser le shogun Iemochi Tokugawa, scellant ainsi la réconciliation entre le shogunat et la cour impériale.
Ironiquement, la première épouse du prince Arisugawa, Sadako (1850-1872), était la onzième fille de Tokugawa Nariaki, daimyō du domaine de Mito. Sa deuxième épouse était Tadako (1855-1923), fille du comte Mizoguchi Naohiro, l'ancien daimyō du domaine de Shibata. Ni l'un ni l'autre de ces mariages n'a produit d'enfant.

## Restauration de Meiji
En 1867, l'empereur Meiji fait sōsai le prince Arisugawa (un titre équivalent au ministre en chef), et le place aux commandes de l'armée impériale envoyée contre les derniers partisans du bakufu des Tokugawa pendant la guerre de Boshin de 1868-1869. Il a combattu à la bataille de Toba-Fushimi, et a plus tard remonté Tōkaidō pour accepter la reddition du château d'Edo le 3 mai 1867, de la part de son ex-épouse, la princesse Kazu.
Le Prince Arisugawa a plus tard mené l'armée du gouvernement central contre les forces de Takamori Saigō pendant la rébellion de Satsuma de 1877. Il fut nommé général en 1878.
De 1870 à l'adoption du système du Cabinet en 1885, le prince Arisugawa a servi de Daijō-daijin ou président du Conseil d'état. En 1871, il fut nommé gouverneur de Fukuoka. En 1876, il fut le Président du Genrōin. En 1882, il s'est rendu à Saint-Pétersbourg en Russie, et a rencontré le Tsar Alexandre III, en tant qu'envoyé officiel de l'empereur Meiji.
De 1889 à 1895, le prince a servi de chef d'état-major de l'armée impériale japonaise et fut membre du Conseil suprême de guerre.

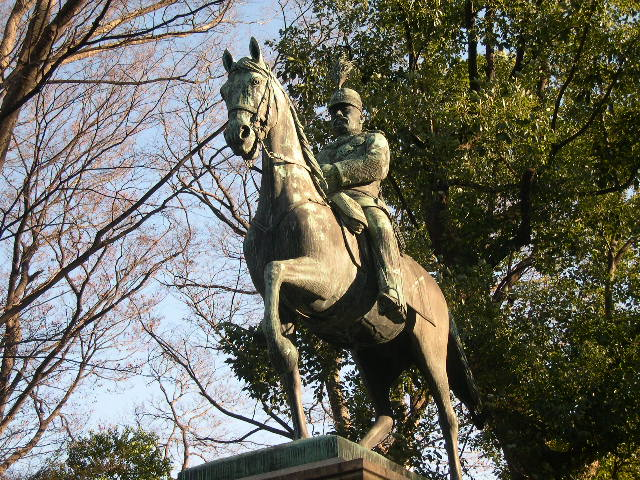
Statue du Prince Taruhito Arisugawa au Parc mémorial d'Arisugawa-no-miya de Tokyo.

En 1894, le prince Arisugawa fut officiellement le commandant en chef des forces japonaises pendant la première guerre sino-japonaise, et a établi sa base de commandement à la garnison d'Hiroshima. Cependant, il contracta la fièvre typhoïde (ou probablement la malaria) et retourna au palais d'Arisugawa à Maiko près de Kobé pour récupérer. Il y meurt le 15 janvier 1895. À sa mort, l'empereur Meiji lui a décerné à titre posthume le collier de l'Ordre du Chrysanthème. Il reçut un enterrement d'état à Tokyo le 29 janvier 1895.
Son demi-frère, le prince Takehito Arisugawa, est devenu le dixième chef de la famille Arisugawa-no-miya.

## Postérité
Le parc mémorial d'Arisugawa dans Azabu à Minato, Tokyo est situé sur l'emplacement du palais d'Arisugawa et ses jardins sont ouverts au public. Bien que le prince impérial Taruhito avait l'intention de passer ses derniers jours dans ce palais, il est mort sans jamais l'occuper. Une statue du prince à cheval a été fabriqué avec des donations de Iwao Oyama, Yorimitchi Saigo et Aritomo Yamagata, et érigée la première fois en 1903 à l'entrée du bâtiment de l'état-major de l'armée impériale japonaise; elle fut déplacée au parc en 1962.